# Список кассовых рекордов фильма «Мстители: Война бесконечности»

Официальный логотип фильма

«Мсти́тели: Война́ бесконе́чности» (англ. Avengers: Infinity War) — американский художественный супергеройский фильм 2018 года, третий фильм о команде «Мстители» и 19-й фильм в медиафраншизе «Кинематографическая вселенная Marvel» (КВМ), выпущенный через шесть лет после первого фильма о команде — «Мстители» (2012) и через десять лет после первого фильма КВМ — «Железный человек» (2008). В фильме, снятом Энтони и Джо Руссо, задействован ансамбль актёров, повторивший свои роли из предыдущих фильмов КВМ. Аналитики кассовых сборов определили положительные отзывы и ожидания, накопленные в течение событий КВМ, как факторы, работающие в пользу фильма.
Фильм был выпущен в апреле 2018 года и побил несколько рекордов кассовых сборов на различных рынках. Во всем мире он установил рекорд по самому высокому сбору за первые выходные, был самым быстрым фильмом, когда-либо собравшим 1 миллиард и 1,5 миллиарда долларов, и стал самым кассовым фильмом 2018 года. На внутреннем рынке США и Канады фильм установил рекорды по самым прибыльным начальным выходным, субботам и воскресеньям, а также самым быстрым совокупным сборам до 150 млн и до 250 млн долларов. В других странах он стал самым кассовым фильмом всех времен более чем на десяти рынках, включая Бразилию, Мексику и Филиппины.
Многие из рекордов, установленных фильмом, перечислены ниже. Данные о предыдущем рекорде и рекордах, которые впоследствии были превзойдены, представлены там, где это возможно и применимо. Все валовые сборы приведены в долларах США без поправок, если не указано иное.

## По всему миру

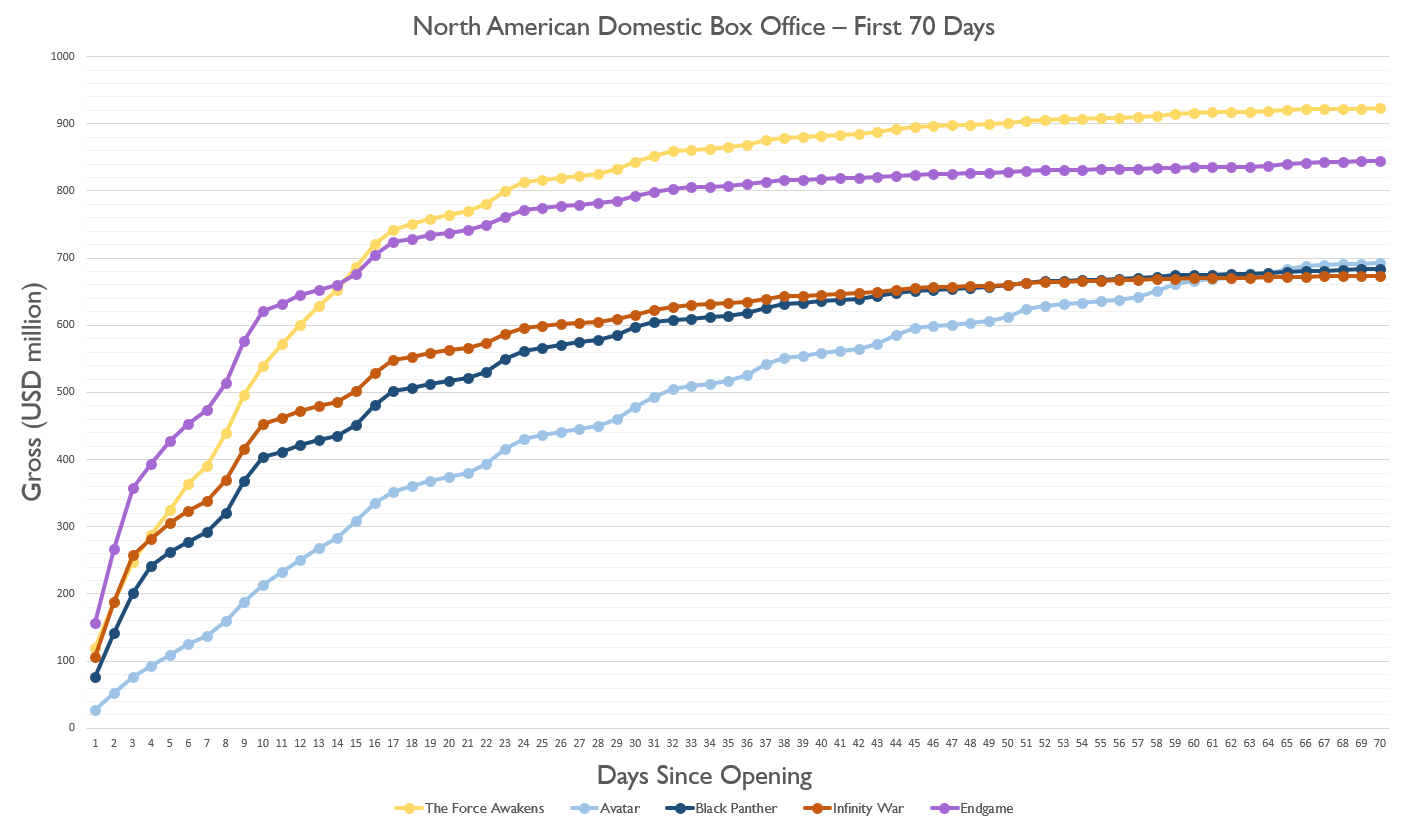
График кассовых сборов фильма «Мстители: Война бесконечности» (2018) (коричневый) в сравнении с четырьмя самыми кассовыми фильмами на рынке до и после него (за первые 70 дней после выхода в прокат)

Фильм «Мстители: Война бесконечности» собрал по всему миру 2 048 359 754 доллара США. Фильм установил рекорд по самым кассовым премьерным выходным, быстрее всех собрал от $ 1 млрд до $ 1,5 млрд и достиг самых высоких кассовых сборов в формате 4DX.
| Рекорд                                                                      | Число        | Предыдущий рекордсмен                        | Превзошедший рекордсмен          |
| --------------------------------------------------------------------------- | ------------ | -------------------------------------------- | -------------------------------- |
| Самая крупная премьера в выходные и крупные кассовые сборы за один выходной | $ 640,5 млн  | «Форсаж 8» — $ 541,9 млн                     | «Мстители: Финал» — $ 1,223 млрд |
| Быстрее всех набрал $ 1 млрд                                                | 11 дней      | «Звёздные войны: Пробуждение силы» — 12 дней | «Мстители: Финал» — 5 дней       |
| Быстрее всех набрал $ 1,5 млрд                                              | 18 дней      | «Звёздные войны: Пробуждение силы» — 19 дней | «Мстители: Финал» — 8 дней       |
| Самый кассовый фильм о супергероях                                          | $ 2,048 млрд | «Мстители» — $ 1,517 млрд                    | «Мстители: Финал» — $ 2,795 млрд |
| Наибольшие кассовые сборы в выходные дни премьеры в 3D                      | $ 366 млн    | N/A                                          | «Мстители: Финал» — $ 540 млн    |
| Самый кассовый фильм 2018 года                                              | $ 2,048 млрд | N/A                                          | N/A                              |

## США и Канада
Фильм собрал 678 815 482 доллара в США и Канаде. Фильм установил рекорд самых кассовых премьерных выходных и быстрее всех собрал от 150 до 250 миллионов долларов. Он также установил несколько рекордов за один день и имел самый широкий прокат в категории PG-13 на сегодняшний день.
| Рекорд                                                                                          | Число            | Предыдущий рекордсмен                           | Превзошедший рекордсмен                     | Комментарии |
| ----------------------------------------------------------------------------------------------- | ---------------- | ----------------------------------------------- | ------------------------------------------- | --- |
| Самая крупная премьера в выходные и крупные кассовые сборы за один выходной                     | $ 257 млн        | «Звёздные войны: Пробуждение силы» — $ 247 млн  | «Мстители: Финал» — $ 357 млн               | |
| Наибольшие кассовые сборы в весенние премьерные выходные                                        | $ 257 млн        | «Красавица и Чудовище» — $ 174 млн              | «Мстители: Финал» — $ 357 млн               | |
| Самые высокие кассовые сборы в апреле                                                           | $ 257 млн        | «Форсаж 7» — $ 147 млн                          | «Мстители: Финал» — $ 357 млн               | |
| Самый высокий рейтинг PG-13 по кассовым сборам в первые выходные                                | $ 257 млн        | «Звёздные войны: Пробуждение силы» — $ 247 млн  | «Мстители: Финал» — $ 357 млн               | |
| Быстрее всех набрал $ 150 млн                                                                   | 2 дня            | «Звёздные войны: Пробуждение силы» — 2 дня      | «Мстители: Финал» — 1 день                  | За это время он собрал $ 188 млн. Сборы фильма «Звёздные войны: Пробуждение силы» составили $ 187 млн |
| Быстрее всех набрал $ 200 млн                                                                   | 3 дня            | «Звёздные войны: Пробуждение силы» — 3 дня      | «Мстители: Финал» — 2 дня                   | За это время он собрал $ 257 млн. Фильм «Звёздные войны: Пробуждение силы» собрал $ 247 млн |
| Быстрее всех набрал $ 250 млн                                                                   | 3 дня            | «Звёздные войны: Пробуждение силы» — 4 дня      | «Мстители: Финал» — 2 дня                   | За это время он собрал $ 257 млн |
| Самые высокие апрельские однодневные кассовые сборы                                             | $ 106 млн        | «Форсаж 7» — $ 67,4 млн                         | «Мстители: Финал» — $ 157 млн               | Пятница, 27 апреля 2018 года. Для фильма «Форсаж 7» это была пятница, 3 апреля 2015 года. Для фильма «Мстители: Финал» это была пятница, 26 апреля 2019 года. «Мстители: Война бесконечности» также принёс вторые и третьи самые высокие апрельские однодневные кассовые сборы в следующие два дня                                                                                               |
| Наибольшие кассовые сборы в «чистую пятницу» (т.е. без учёта предварительных показов в четверг) | $ 66,9 млн       | «Мир Юрского периода» — $ 63,4 млн              | «Мстители: Финал» — $ 96,7 млн              | 27 апреля 2018 года. Для фильма «Мир Юрского периода» это было 12 июня 2015 года. Для фильма «Мстители: Финал» — 26 апреля 2019 года |
| Наибольшие субботние кассовые сборы                                                             | $ 82,1 млн       | «Мир Юрского периода» — $ 69,6 млн              | «Мстители: Финал» — $ 109 млн               | 28 апреля 2018 года. Для фильма «Мир Юрского периода» это было 13 июня 2015 года. Для «Мстители: Финал» — 27 апреля 2019 года |
| Наибольший субботний валовый доход, скорректированный с учётом инфляции                         | 8,7 млн билетов  | «Мстители» — 8,5 млн билетов                    | «Мстители: Финал» — 12,1 млн билетов        | 28 апреля 2018 года. Рекорд фильма «Мстители» был установлен 5 мая 2012 года, а фильма «Мстители: Финал» он был установлен 27 апреля 2019 года |
| Самые высокие воскресные кассовые сборы                                                         | $ 69,2 млн       | «Звёздные войны: Пробуждение силы» — $ 60,5 млн | «Мстители: Финал» — $ 90,3 млн              | 29 апреля 2018 года. Для «Звёздные войны: Пробуждение силы» это было 20 декабря 2015 года, а для «Мстители: Финал» — 28 апреля 2019 года |
| Наибольший воскресный валовой доход, скорректированный с учётом инфляции                        | 7,3 млн билетов  | «Мстители» — 7 млн билетов                      | «Мстители: Финал» — 10 млн билетов          | 29 апреля 2018 года. Рекорд фильма «Мстители» был установлен 5 мая 2012 года, а фильма «Мстители: Финал» — 28 апреля 2019 года |
| Самые высокие кассовые сборы в понедельник в апреле                                             | $ 25,2 млн       | «Форсаж 7» — $ 14 млн                           | «Мстители: Финал» — $ 36,8 млн              | 30 апреля 2018 года. Для фильма «Форсаж 7» это было 6 апреля 2015 года, а для фильма «Мстители: Финал» — 29 апреля 2019 года |
| Наибольшие кассовые сборы за 3 дня проката                                                      | $ 257 млн        | «Звёздные войны: Пробуждение силы» — $ 247 млн  | «Мстители: Финал» — $ 357 млн               | |
| Самая широкая премьера PG-13                                                                    | 4 474 кинотеатра | «Сумерки. Сага. Затмение» — 4 468 кинотеатров   | «Мир юрского периода 2» — 4 475 кинотеатров | Также второе место по широте показа после «Гадкий я 3» в 4 529 кинотеатрах |
| Самый широкий релиз с рейтингом PG-13                                                           | 4 474 кинотеатра | «Сумерки. Сага. Затмение» — 4 468 кинотеатров   | «Мир юрского периода 2» — 4 485 кинотеатров | Также это второй самый широкий релиз в то время после «Гадкий я 3» (4 535 кинотеатров) |
| Фильм № 1 в самый кассовый уик-энд с наибольшими кассовыми сборами                              | $ 314 млн        | 18-20 декабря 2015 — $ 313 млн                  | 26-28 апреля 2019 — $ 402 млн               | Эта цифра представляет собой совокупный валовый доход всех фильмов, вышедших в прокат в выходные 27-29 апреля 2018 года, из которых фильм «Мстители: Война бесконечности» собрал $ 257 млн (82,0 %). Фильм «Звёздные войны: Пробуждение силы» способствовал достижению предыдущего рекорда в $ 247 млн (79,2 %). Фильм «Мстители: Финал» привнёс вклад в $ 357 млн (88,8 %), чтобы превзойти его |
| Самый кассовый фильм в апреле                                                                   | $ 1,02 млрд      | Апрель 2017 — $ 812 млн                         | Апрель 2019 — $ 1,03 млрд                   | Фильм «Мстители: Война бесконечности» составил 27,7 % от валового дохода. Сборы фильма «Форсаж 8» составили 23,8 % от предыдущего рекорда. «Мстители: Финал» составил 41,3 % от валового дохода превзошедшего его фильма |
| Наибольший разрыв между первым и вторым самыми кассовыми фильмами за выходные дни               | $ 246 млн        | «Звёздные войны: Пробуждение силы» — $ 233 млн  | «Мстители: Финал» — $ 348 млн               | Вторым самым кассовым фильмом 27-29 апреля 2018 года стал фильм «Тихое место». Для фильма «Звёздные войны: Пробуждение силы» (18-20 декабря 2015 года) это был фильм «Элвин и бурундуки: Грандиозное бурундуключение». Для фильма «Мстители: Финал» (26-28 апреля 2019 года) это был фильм «Капитан Марвел»                                                                                      |

## Другие страны
Фильм собрал 1 369 544 272 доллара за пределами рынка США и Канады. Фильм стал самым кассовым фильмом всех времен более чем на десяти рынках Латинской Америки и Азии. Он также установил различные рекорды открытия на более чем 20 рынках на всех континентах, кроме Океании и Антарктиды. Данные о точных цифрах, предыдущих рекордсменах и превзойдённых рекордах ограничены из-за отсутствия кассовых рекордсменов на этих рынках.
| Рекорд                                                           | Территория                      | Число       | Предыдущий рекордсмен                          | Превзошедший рекордсмен                      | Комментарии |
| ---------------------------------------------------------------- | ------------------------------- | ----------- | ---------------------------------------------- | -------------------------------------------- | --- |
| Самый кассовый фильм                                             | Боливия                         | $ 3,5 млн   | N/A                                            | «Мстители: Финал»                            | |
| Самый кассовый фильм                                             | Бразилия                        | $ 66,6 млн  | N/A                                            | «Мстители: Финал» — $ 72,5 млн               | |
| Самый кассовый фильм                                             | Центральная Америка             | $ 13,7 млн  | N/A                                            | N/A                                          | |
| Самый кассовый фильм                                             | Чили                            | $ 14,6 млн  | N/A                                            | «Мстители: Финал»                            | |
| Самый кассовый фильм                                             | Эквадор                         | $ 7,3 млн   | N/A                                            | «Мстители: Финал»                            | |
| Самый кассовый фильм                                             | Индонезия                       | $ 25,2 млн  | N/A                                            | N/A                                          | |
| Самый кассовый фильм                                             | Малайзия                        | $ 17,3 млн  | N/A                                            | N/A                                          | |
| Самый кассовый фильм                                             | Мексика                         | $ 60,0 млн  | N/A                                            | «Мстители: Финал» — $ 77,4 млн               | |
| Самый кассовый фильм                                             | Монголия                        | N/A         | N/A                                            | N/A                                          | |
| Самый кассовый фильм                                             | Перу                            | $ 11,1 млн  | N/A                                            | «Мстители: Финал»                            | |
| Самый кассовый фильм                                             | Филиппины                       | $ 23,2 млн  | N/A                                            | N/A                                          | |
| Самый кассовый фильм                                             | Сингапур                        | $ 12,1 млн  | N/A                                            | «Мстители: Финал»                            | |
| Самый кассовый фильм                                             | Венесуэла                       | $ 2,6 млн   | N/A                                            | N/A                                          | |
| Самый кассовый фильм                                             | Вьетнам                         | $ 8,2 млн   | N/A                                            | N/A                                          | |
| Наибольшие кассовые сборы в первые выходные                      | Боливия                         | $ 913 тыс.  | N/A                                            | «Мстители: Финал» — $ 1,1 млн                | |
| Наибольшие кассовые сборы в первые выходные                      | Бразилия                        | $ 19 млн    | N/A                                            | «Мстители: Финал» — $ 26,3 млн               | |
| Наибольшие кассовые сборы в первые выходные                      | Центральная Америка             | N/A         | N/A                                            | «Мстители: Финал»                            | |
| Наибольшие кассовые сборы в первые выходные                      | Чили                            | $ 4,5 млн   | N/A                                            | «Мстители: Финал» — $ 6,5 млн                | |
| Наибольшие кассовые сборы в первые выходные                      | Китай                           | $ 199 млн   | «Форсаж 8» — $ 184 млн                         | «Блуждающая Земля»— $ 300 млн                | В местной валюте «Форсаж 8» имела больший стартовый валовой доход в 2017 году (1,35 млрд юаней против 1,26 млрд юаней у фильма «Мстители: Война бесконечности»), но из-за колебаний паритета юаня к доллару США «Война бесконечности» собрала 199 млн долларов против 184 млн долларов у фильма «Форсаж 8» |
| Наибольшие кассовые сборы в первые выходные                      | Эквадор                         | N/A         | Форсаж 8 — $ 2,0 млн                           | «Мстители: Финал»                            | |
| Наибольшие кассовые сборы в первые выходные                      | Гонконг                         | $ 8,0 млн   | «Мстители: Эра Альтрона» — $ 6,3 млн           | «Мстители: Финал» — $ 12,6 млн               | |
| Наибольшие кассовые сборы в первые выходные                      | Индонезия                       | $ 11,4 млн  | N/A                                            | «Мстители: Финал» — $ 15,4 млн               | |
| Наибольшие кассовые сборы в первые выходные                      | Малайзия                        | $ 8,4 млн   | N/A                                            | «Мстители: Финал» — $ 10 млн                 | |
| Наибольшие кассовые сборы в первые выходные                      | Мексика                         | $ 25,1 млн  | «Первый мститель: Противостояние» — $ 20,4 млн | «Мстители: Финал» — $ 31,9 млн               | |
| Наибольшие кассовые сборы в первые выходные                      | Перу                            | N/A         | N/A                                            | «Мстители: Финал»                            | |
| Наибольшие кассовые сборы в первые выходные                      | Филиппины                       | $ 12,5 млн  | N/A                                            | «Мстители: Финал» — $ 17,9 млн               | |
| Наибольшие кассовые сборы в первые выходные                      | Россия                          | $ 17,6 млн  | N/A                                            | N/A                                          | |
| Наибольшие кассовые сборы в первые выходные                      | Южная Африка                    | $ 2 млн     | N/A                                            | «Мстители: Финал»                            | |
| Наибольшие кассовые сборы в первые выходные                      | Южная Корея                     | $ 39,1 млн  | «Битва за Мён Рян» — $ 25,7 млн                | «Мстители: Финал»                            | |
| Наибольшие кассовые сборы в первые выходные                      | Таиланд                         | $ 9,9 млн   | «Форсаж 8» — $ 4,9 млн                         | «Мстители: Финал»                            | |
| Наибольшие кассовые сборы в первые выходные                      | Объединенные Арабские Эмираты   | N/A         | N/A                                            | «Мстители: Финал»                            | |
| Наибольшие кассовые сборы в первые выходные                      | Венесуэла                       | $ 1,7 млн   | N/A                                            | N/A                                          | |
| Наибольшие кассовые сборы в первые выходные                      | Вьетнам                         | N/A         | N/A                                            | «Мстители: Финал»                            | |
| Наибольшие кассовые сборы в первые выходные                      | Западная Африка                 | N/A         | N/A                                            | «Мстители: Финал»                            | |
| Наибольшие кассовые сборы в день выхода                          | Боливия                         | N/A         | N/A                                            | «Мстители: Финал»                            | |
| Наибольшие кассовые сборы в день выхода                          | Бразилия                        | $ 4,8 млн   | N/A                                            | «Мстители: Финал» — $ 7 млн                  | |
| Наибольшие кассовые сборы в день выхода                          | Центральная Америка             | N/A         | N/A                                            | «Мстители: Финал»                            | |
| Наибольшие кассовые сборы в день выхода                          | Чили                            | N/A         | «Звёздные войны: Пробуждение силы»             | «Мстители: Финал»                            | |
| Наибольшие кассовые сборы в день выхода                          | Гонконг                         | $ 1,4 млн   | N/A                                            | «Мстители: Финал» — $ 2,7 млн                | |
| Наибольшие кассовые сборы в день выхода                          | Индонезия                       | $ 1,8 млн   | N/A                                            | «Мстители: Финал» — $ 2,5 млн                | |
| Наибольшие кассовые сборы в день выхода                          | Малайзия                        | $ 1,5 млн   | N/A                                            | «Мстители: Финал» — $ 2 млн                  | |
| Наибольшие кассовые сборы в день выхода                          | Перу                            | N/A         | «Звёздные войны: Пробуждение силы»             | «Мстители: Финал»                            | |
| Наибольшие кассовые сборы в день выхода                          | Филиппины                       | $ 2,7 млн   | N/A                                            | «Мстители: Финал» — $ 3,9 млн                | |
| Наибольшие кассовые сборы в день выхода                          | Россия                          | $ 4,9 млн   | N/A                                            | «Мстители: Финал» — $ 7,8 млн                | |
| Наибольшие кассовые сборы в день выхода                          | Южная Корея                     | $ 6,5 млн   | N/A                                            | «Мир Юрского периода 2» — $ 9,7 млн          | Валовый доход с 980 тысяч посещений. Для фильма «Мир Юрского периода 2» этот показатель составил более 1 миллиона посещений |
| Наибольшие кассовые сборы в день выхода                          | Таиланд                         | $ 1,8 млн   | N/A                                            | «Мстители: Финал» — $ 2,4 млн                | |
| Наибольшие кассовые сборы в день выхода                          | Объединённые Арабские Эмираты   | N/A         | N/A                                            | N/A                                          | |
| Наибольшие кассовые сборы в день выхода                          | Вьетнам                         | $ 1,3 млн   | N/A                                            | «Мстители: Финал»                            | |
| Самая кассовая суббота                                           | Великобритания                  | N/A         | N/A                                            | N/A                                          | |
| Самый кассовый апрельский день премьер                           | Франция                         | $ 3,9 млн   | N/A                                            | N/A                                          | |
| Наибольшие кассовые сборы в выходные дни премьеры в формате IMAX | Бразилия                        | N/A         | «Звёздные войны: Пробуждение силы»             | «Мстители: Финал»                            | Фильм «Мстители: Война бесконечности» установил этот рекорд на 19 рынках |
| Наибольшие кассовые сборы в выходные дни премьеры в формате IMAX | Китай                           | $ 20,3 млн  | «Форсаж 8» — $ 13,3 млн                        | «Мстители: Финал»                            | Фильм «Мстители: Война бесконечности» установил этот рекорд на 19 рынках |
| Наибольшие кассовые сборы в выходные дни премьеры в формате IMAX | Италия                          | N/A         | «Звёздные войны: Последние джедаи»             | «Мстители: Финал»                            | Фильм «Мстители: Война бесконечности» установил этот рекорд на 19 рынках |
| Наибольшие кассовые сборы в выходные дни премьеры в формате IMAX | Корея                           | N/A         | N/A                                            | N/A                                          | Фильм «Мстители: Война бесконечности» установил этот рекорд на 19 рынках |
| Наибольшие кассовые сборы в выходные дни премьеры в формате IMAX | Мексика                         | N/A         | N/A                                            | «Мстители: Финал»                            | Фильм «Мстители: Война бесконечности» установил этот рекорд на 19 рынках |
| Наибольшие кассовые сборы в выходные дни премьеры в формате IMAX | Россия                          | $ 2,2 млн   | «Звёздные войны: Пробуждение силы»             | N/A                                          | Фильм «Мстители: Война бесконечности» установил этот рекорд на 19 рынках |
| Наибольшие кассовые сборы в выходные дни премьеры в формате IMAX | Объединенные Арабские Эмираты   | N/A         | «Форсаж 8»                                     | «Мстители: Финал»                            | Фильм «Мстители: Война бесконечности» установил этот рекорд на 19 рынках |
| Наибольшие кассовые сборы от IMAX                                | Китай                           | >$ 40 млн   | N/A                                            | «Мстители: Финал» — $ 76,2 млн               | Это был первый фильм, собравший $ 40 млн |
| Самый кассовый фильм о супергероях                               | За пределами рынка США и Канады | $ 1,33 млрд | «Мстители: Эра Альтрона» — $ 949 млн           | «Мстители: Финал» — $ 1,66 млрд              | |
| Самый кассовый иностранный фильм                                 | Индия                           | $ 43,5 млн  | N/A                                            | «Мстители: Финал» — ₹ 4,1 млрд ($ 57,16 млн) | |

## Комментарии
1. ↑  В данный список входят фильмы: «Аватар» (2009), «Звёздные войны: Пробуждение силы» (2015), «Чёрная пантера» (2018) и «Мстители: Финал» (2019)